# 金子秀敏
金子 秀敏（かねこ ひでとし、1948年 - ）は、毎日新聞の専門編集委員。東京都生まれ。東京外国語大学外国語学部中国語学科卒業。

## 寄稿した論説
- 中国が2009年に行った、ミサイル搭載の原子力潜水艦等が注目された観艦式について、「海軍力の増強を世界に見せつけた」「ついに中国海軍の国際デビューである。」と論じた[1]。
- 民主党が第22回参議院議員通常選挙で大敗したのは、菅直人内閣の「負ける」（過半数割れ）が「勝ち」（連立による政局安定）の戦略である菅直人首相の責任論が出てこないのは当然だ[2]。
- 日韓併合条約について、古事記の国譲り神話を引用し、条約の起草者は、併合強要を正当化したくて、日本人には平和的なイメージが強い国譲りという形式（韓国が自分の国を譲りたいと申し出たので、日本が承知したという構図）を思いついたのではなかろうか[3]。
- 東トルキスタン地域の政情不安は、日露戦争で日本が勝利したことが原因である[4]。
- 麻生太郎首相が「未曽有」を「みぞうゆう」と読んだ背景には白村江の戦いがある。白村江の戦いで敗北した日本は、既存唐の発音である漢音を導入したため、日本語は呉音と漢音が混在し、首相が読み間違えるのである[5]。
- 小沢一郎幹事長の西松建設事件について「マスコミでは小沢一郎・民主党代表たたきの大合唱だ。『政治とカネ』『ゼネコンと政治家』となると、自然『ケシカラン』とボルテージが上がる。だが、小沢代表のどこが、どう悪いのか」と述べている[6]。
- 小泉純一郎首相の外交政策は「首相の『個人の自由』に振り回され、日本の外交に穴を残しただけ」と統括している[7]。
- アメリカ合衆国下院121号決議について、「自民党の『価値観外交を推進する議員連盟』は反対をしているが、マイク・ホンダは日本軍による慰安婦への人権侵害を糾弾するために活動しているだけである。『価値観外交』とは、民主、自由、人権が国際常識だ。海外は慰安婦に謝罪する議連かと思うだろう」と論じた[8]。
- 安倍晋三首相による河野談話の見直しについて、「慰安婦問題は『生身の女性の売買』である。河野談話でやっと政治決着させた問題を、わざわざ蒸し返し、独りよがりの主張をするこをは、孫子の代までたたる」と論じた[9]。

## 報道した駄洒落
閣内サンド不一致
（内容）普天間飛行場の移転問題に関して、岡田克也（外務大臣）と北沢俊美（防衛大臣）の発言には食い違い（＝閣内不一致）がある。以前の政権では閣内不一致は批判の対象であったが、民主党政権においては閣内不一致は大変なことではない。サンドイッチが閣議の昼食に出されたことがその証左だ。
ヤンバはタンバだ
（内容）なんで八ッ場がヤンバなんだ。タンバ（丹波）という地名はタニハ（谷端）からきたという。ヤッパがヤンバに変化して不思議はない。

## 取材源秘匿の否定
マスコミ人でありながら取材源秘匿を否定してたびたび「関係者とはだれか明らかにするべき」との主張を繰り返している。2009年4月2日の毎日新聞夕刊ではメディアに登場する「関係者」に触れたうえで「『関係者』を国会に呼んで納得がいくよう話してもらうべきだ」とまで述べている。また、2009年12月24日の毎日新聞夕刊でも最後を「それにつけても、だれだろうね、よく新聞に出てくる『関係者』とは」という言葉で締めくくっている。しかし、毎日新聞2007年2月8日夕刊では「ミサイル防衛に反対する米国の科学者たちは、『ミサイルの迎撃は大量の宇宙ゴミを出すので、低軌道を使う人工衛星が永久に使えなくなる』と警告している」と書き、物理的にあり得ない主張をしている科学者の名前を明らかにしていない。